# Višňová (stacja kolejowa)
Višňová – stacja kolejowa w miejscowości Višňová, w powiecie Liberec w kraju libereckim, w Czechach. Znajduje się na linii kolejowej 037 Liberec - Zawidów, na wysokości 235 m n.p.m.

## Linie kolejowe
- 037: Liberec - Zawidów